# Bad Boy Records
Pour les articles homonymes, voir Bad Boy.
Bad Boy Records est un label discographique de hip-hop américain, situé à New York, dans l'État de New York. Il est fondé en 1993 par Sean Combs et regroupe certains rappeurs comme The Notorious B.I.G., Boys N Da Hood, Faith Evans, G-Dep, 112, Craig Mack, etc. Bad Boy est bien connu pour la rivalité qui l'a opposé à Death Row dans les années 1990, affaire qui a fini tragiquement avec les décès de Tupac puis de Notorious B.I.G.

## Histoire

### Lancement
Après un défaut de paiement chez Uptown Records, Sean « Puff Daddy » Combs est renvoyé en 1993 par Andre Harrell. Combs fonde ensuite Bad Boy Records en 1993. La première publication du label s'intitule Flava In Ya Ear de Craig Mack, qui suit rapidement de son premier album, Project: Funk Da World en 1994. Par la suite sont publiés le single Juicy et l'album Ready to Die de The Notorious B.I.G. (a.k.a. Biggie Smalls), la même année. L'album de Mack est certifié disque d'or, et Ready to Die multiple fois disque de platine. 
Dominant les classements musicaux en 1995, B.I.G. devient l'un des plus grands noms et le premier musicien au label. Toujours en 1995, le label continue son succès avec la publication de groupes et artistes comme le groupe musical Total et Faith Evans. Bad Boy, entretemps, engagent plusieurs producteurs  comme Easy Mo Bee, Chucky Thompson et D Dot.

### Renaissance
Bad Boy voit sa chance revenir en 2005 avec le succès de nouveaux artistes de Cassie et Yung Joc. En 2006, Bad Boy atteint le succès avec Danity Kane de Making the Band, dont le premier album atteint la première place des classements et contient cinq singles à succès. Leur second album, Welcome to the Dollhouse débute aussi premier. Diddy signe aussi Day26 et Donnie Klang au label.
Combs se sépare Danity Kane, mettant un terme aux contrats d'Aubrey O'Day's, D. Woods, Shannon Bex et Aundrea Fimbres. Dawn Richard travaillera en solo pour Bad Boy. 
En mars 2009, il est annoncé que Richard et Combs souhaiteraient lancer une nouveau groupe féminin. Mais ils forment plus tard Dirty Money avec Richard, Combs et une auteure-interprète appelé Kalenna Harper. En avril 2009, Bad Boy signe Red Cafe. En septembre 2009, le départ de Combs de Warner Music Group est annoncé en faveur d'un nouveau contrat avec Interscope Records d'Universal Music Group. Sous les termes de son contrat, Combs attribue l'image et le nom de Bad Boy Records à Interscope. Le précédent catalogue et roster du label, cependant, reste sous contrôle de Warner Music.

### Depuis 2010
En 2010, Diddy offre à Mase la possibilité de partir de Bad Boy Records pendant un an afin de régler leurs différends. Après cet événement, Mase décide de se retirer du rap pour de bon, bien qu'il ait été réassigné chez Bad Boy un an après leur séparation. En 2011, sous un nouveau contrat avec Interscope-Geffen-A&M, Diddy annonce rechercher un nouveau talent pour son label. Jay Electronica, lié à Diddy, devait signer au label, mais ce dernier signera au label Roc Nation de Jay-Z,. Machine Gun Kelly annonce sa signature au label Bad Boy/Interscope le 3 août 2011. French Montana et Los sont également annoncés au label en 2012. Le 25 avril 2012, Mase et Diddy participe au remix de la chanson Slight Work de Wale. Le rappeur Los annonce son départ de Bad Boy Records le 19 mars 2014.
Le 5 octobre 2015, Combs annonce la distribution de Bad Boy Entertainment par Epic Records,.